# Mesmer Carles Talledo
Mesmer Carles Talledo, alias "El Centinela", es un ex suboficial peruano del Servicio de Inteligencia del Ejército (SIE) que denunció, a través de cartas, la implicación del Grupo Colina en el asesinato del sindicalista Pedro Huilca Tecse. Trabajó para Sendero Luminoso y, a pesar de diversas afirmaciones periodísticas, no fue parte del Grupo Colina.

## Biografía
Se desempeñó como secretario del coronel Federico Navarro, encargado del Frente Interno de la DINTE.

### Caso Celis Pomatanta
En febrero de 1992, un supuesto senderista que se hacía llamar "Henri Charriére" fue reclutado por la DINTE para obtener información sobre la organización subversiva Sendero Luminoso. "Henri Charriére" propuso un plan para asesinar a un coordinador senderista, lo que resultaría en su ascenso dentro de la organización subversiva. Para tal fin, "Henri Charriére" solicitó que Carles fuera el enlace. Carles había sido compañero de estudio de alias "Henri Charriére". A cargo del plan quedó Santiago Martín Rivas. Martín Rivas le entregó a Carles 5 mil dólares para que le sean entregados a "Henri Charriére" (como parte de lo solicitado por "Charriére"). Como parte de la operación, Carles conduciría un auto Toyota desde Lima a Trujillo llevando como pasajero a "Henri Charriére" y al "senderista" objetivo (David Celis Pomatanta). El día de la operación, Carles no se presentó en el lugar especificado. En su lugar, llamó al coronel Navarro diciéndole: "El pescado está en el refrigerador, frente a la Escuela de Policía de Puente Piedra". Llegados al lugar, Carles no fue hallado. El auto conducido por Carles fue hallado en la comisaría de Puente Piedra con manchas de sangre y cuatro agujeros de bala. Tras estar desaparecido, Carles reapareció diciendo que, cuando estaban yendo hacia el lugar, Celis sospechó de las intenciones de él y "Henri Charriére" por lo que les intentó matar. En medio del enfrentamiento, según manifestó, Celis había sido asesinado. Sin embargo, Celis fue encontrado herido y relataría que él no era senderista, sino narcotraficante y que había contratado a algunos acompañantes como guardaespaldas pero estos intentaron robarle. "Henri Charriére" fue identificado como Clemente Alayo por Jesús Sosa, miembro del Grupo Colina, pero Martín Rivas lo desestimó porque consideraba que el plan de "Charriére" podría llevarle a Abimael Guzmán, líder de Sendero Luminoso.

### Trabajando para Sendero Luminoso
En octubre de 1992, la senderista Martha Huatay fue capturada. Tras la captura de Abimael Guzmán, Huatay asumió el rol de reorganizar la dirección del partido. Entre los papeles encontrados en pertenencia de Huatay, se encontraron detalles y direcciones de los oficiales de inteligencia del Ejército, por lo que hizo sospechar de un espía. Las sospechas se dirigieron a Carles, por lo que fue detenido por miembros del Grupo Colina y trasladado a la playa La Tiza donde fue interrogado y golpeado. Al estar solo, Cales rompió el vaso de la gaseosa que le habían dado y, tras hacerse cortes en las muñecas, manos y piernas, amenazó con quitarse la vida si no traían al general Rivero. Al llegar el general Rivero, Carles le confesó que había trabajado para Sendero Luminoso y que, por dinero, le había dado a Clemente Alayo datos del ejército. Carles, además, se ofreció a los senderistas para colaborar en el rapto del hijo de Alberto Fujimori a cambio de la liberación de Abimael Guzmán y, en caso el plan no funcionara, colaborar en el asesinato de Alberto Fujimori otorgando datos de sus movimientos. Carles fue condenado por el delito de traición a la patria e internado en el Penal de Yanamayo.

### Caso Pedro Huilca
En 1993, Carles junto a Alayo empezaron a mandar cartas, contradictorias entre sí, donde acusaban al SIE de diversos asesinatos. En abril de 1997, Carles entregó una carta llamada "Declaratoria abierta" al general retirado Rodolfo Robles Espinoza donde acusó al Grupo Colina de realizar el asesinato del sindicalista Pedro Huilca. En la carta, fechada en 1994, Carles señalaba que Huilca "amenazó [con] efectuar continuos paros nacionales, para 1993 por incumplimientos efectuados por el gobierno ante pliegos de reclamos de la CGTP, fue ametrallado en su domicilio de la Panamericana Norte por el Mayor Martín, técnico Yarlequé, técnico Pretell, técnico Sosa, técnico Nelson Carvajal García y/o suboficiales femeninas de inteligencia del ejercito". En noviembre del mismo año, Carles fue grabado por el congresista Jorge del Castillo donde declaraba que:
Castillo: ¿Usted Ratifica eso?
Carles: Si, eso es cierto, el técnico Pedro Pretell Dámaso es el que asesino a Pedro Huilca, el es el que asesinó.
Castillo: Con una orden Superior.

Carles: Con orden superior, o sea del Gral. Rivera Lazo, en mi presencia ordenó al mayor Martín Rivas para que asesine a Pedro Huilca Tecse, porque el había amenazado de que iba a realizar paros nacionales en 1993.
Carles recibió el indulto presidencial seis días después de presentada la grabación. El 5 de enero de 1998, Carles manifestó ante el Ministerio Público que no escribió las cartas denunciando al Grupo Colina. El 7 de enero del mismo año, Carles, ante la Subcomisión Investigadora del Congreso, se reafirmó en lo declarado anteriormente.